# Dominance monétaire
La dominance monétaire est une situation où la politique monétaire est indépendante de la politique budgétaire. La dominance monétaire peut être une idéologie lorsqu'il est soutenu que la dominance monétaire aurait rendu la politique budgétaire dépassée ou inutile.

## Concept
La dominance monétaire est une situation où la politique monétaire est exclusivement tournée vers l'objectif de stabilité des prix qui lui est assigné par son mandat. Dans une telle situation, l’État assure lui-même sa propre solvabilité, sans se reposer sur un financement monétaire de la dette publique. Elle s'oppose à la dominance budgétaire (ou fiscale), situation où les politiques budgétaires primant, les États s'endettent trop et la banque centrale doit, pour éviter un défaut souverain, abandonner son objectif de lutte contre l'inflation et procéder à un financement monétaire de la dette publique.
Dans cette perspective, l'inflation est principalement considérée comme un phénomène monétaire. La dominance monétaire permet de conserver une inflation faible. Il existe ainsi une relation positive entre le degré d'indépendance de la banque centrale et l'inflation. 
Le paradigme de la dominance monétaire soutient que la politique budgétaire doit avoir pour premier objectif l'équilibre, tandis que la politique monétaire doit être contracyclique. 
Dans les cas où les rapports entre la banque centrale et l’État ne sont que peu définis, des confrontations peuvent avoir lieu quant à l'appréciation d'une situation ou aux politiques à adopter. Dans ce type de conflit, la dominance (monétaire ou budgétaire) peut être dite « douce » c'est-à-dire que les autorités monétaires ou budgétaires feront leur possible pour réduire le risque de conflit. La dominance budgétaire est totale lorsque, par exemple, la banque centrale finance l’État durant une guerre.

## Critiques
Le Conseil d'analyse économique souligne, dans une note de 2021, que l'Union européenne a construit ses règles économiques dans une perspective de dominance monétaire. Le mandat de la Banque centrale européenne est ainsi, sur le modèle de la Bundesbank, celui de la stabilité des prix ; les États n'ont qu'une marge de manœuvre budgétaire très limitée. Les traités européens auraient par conséquent minimisé le rôle de la politique budgétaire. 
Dans une note ultérieure, le CAE remarque que l'explosion des dettes publiques à la suite de la pandémie de Covid-19 en Europe, qui a nécessité le rachat d'une partie de ces dettes par la Banque centrale européenne, a été un pas en avant vers un basculement vers une forme de dominance budgétaire. Patrick Artus soutient en 2016 que la zone euro bascule progressivement dans un système de dominance budgétaire dans la mesure où sa dette publique ne serait plus solvable dans le cadre d'une politique monétaire neutre.
Les systèmes de dominance monétaire soutiennent que la politique budgétaire n'a des effets que limités sur l'activité économique.